# 双瘤吉园蛛
双瘤吉园蛛（学名：Gibbaranea bituberculata）为园蛛科蓟园蛛属的动物。分布于欧洲、俄罗斯以及中国大陆的新疆、青海等地，主要栖息于灌木丛。其生存的海拔范围为750至2700米。该物种的模式产地在欧洲。